# Liste des sites Ramsar aux îles Marshall
Cet article recense les zones humides des îles Marshall concernées par la convention de Ramsar.

## Statistiques
La convention de Ramsar est entrée en vigueur aux îles Marshall le 13 novembre 2004.
En janvier 2020, le pays compte 2 sites Ramsar, couvrant une superficie de 701,19 km2.

## Liste
| Site                           | Municipalité | Notes | Date            | Superficie (km²) | Altitude (m) | Identifiant Ramsar | Identifiant WDPA | Coordonnées                       | Photo |
| ------------------------------ | ------------ | ----- | --------------- | ---------------- | ------------ | ------------------ | ---------------- | --------------------------------- | ----- |
| Zone de conservation de Jaluit | Jaluit       |       | 13 juillet 2004 | 690,00           | 0 - 6        | 1389               | 902678           | 6° 00′ 00″ nord, 169° 34′ 01″ est |       |
| Namdrik                        | Namdrik      |       | 2 février 2012  | 11,19            | 0 - 3        | 2072               | 555555577        | 5° 37′ 01″ nord, 168° 06′ 29″ est |       |